# Ga Pyeongdong
Ga Pyeongdong (tiếng Hàn: 평동역; Hanja: 平洞驛) là nhà ga thuộc Tàu điện ngầm Gwangju tuyến 1 ở Woljeon-dong, Quận Gwangsan, Gwangju, Hàn Quốc. Nó nằm gần văn phòng vận tải Okdong ở Pyeong-dong.

## Bố trí ga
| G        | Đường đi                       | Lối thoát                                                 |
| L1       | Hành lang                      | Cổng soát vé, máy bán vé, trung tâm điều khiển            |
| Ke ga L2 | Ke ga, cửa sẽ mở phía bên phải | Ke ga, cửa sẽ mở phía bên phải                            |
| Ke ga L2 | Hướng Nam                      | ← Tuyến 1 hướng đi Nokdong (Dosan)                        |
| Ke ga L2 | Hướng Bắc                      | → Tuyến 1 (Chỉ để trả hành khách) hướng đi Depot Okdong → |
| Ke ga L2 | Ke ga, cửa sẽ mở phía bên phải |                                                           |

## Liên kết
- (bằng tiếng Hàn Quốc) Thông tin trạm ga trên Tổng công ty đường sắt cao tốc đô thị Gwangju
- (bằng tiếng Anh) Thông tin trạm ga trên Tổng công ty đường sắt cao tốc đô thị Gwangju